# Genetický doping

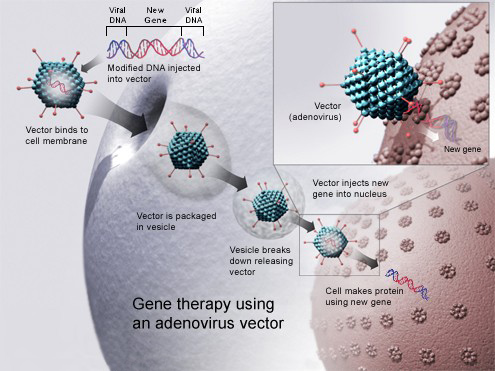

Genetický doping je hypotetické neterapeutické využití pro genovou terapii s cílem zlepšit sportovní výkon na sportovních akcích. Do dubna 2015 neexistoval žádný důkaz použití. Genový doping zahrnuje používání přenosu genu pro zvýšení nebo snížení genové exprese a biosyntézu bílkovin, specifické lidské bílkoviny.[ujasnit]
To by mohlo být provedeno přímo vstřikováním nosiče genu do osoby, nebo odebráním buněk od osoby, provést transfekci buněk a vložit je zpět do osoby.
Historický vývoj zájmu o genový doping u sportovců, obavy o rizicích genového dopingu a jeho zjištění, se pohyboval paralelně s rozvojem v oblasti genové terapie. V roce 1998 byla vydána práce o Geneticky modifikované myši, která byla mnohem silnější než normální myši. V roce 2002 byla vydána předklinická studie o tom, jak dodat erytropoetin prostřednictvím genové terapie a v roce 2004 o vytvoření "maratonské myši" s mnohem větší výdrží než normální myši, vytvořené dodáním genu PPAR gama. Vědci vytvářející všechny tyto publikace byli přímo kontaktováni sportovci a trenéry,[zdroj?] kteří hledali přístup k technologii. Veřejnost se o této činnosti dozvěděla v roce 2006, kdy tyto snahy byly součástí důkazů předložených[zdroj?] ve studii německého trenéra.
Vědci sami, jakož i subjekty, včetně Světové antidopingové agentury (WADA), Mezinárodního olympijského výboru a Americké asociace pro rozvoj vědy, začali diskutovat rizika genového dopingu v roce 2001, a do roku 2003 WADA přidala genový doping na seznam zakázaných dopingových praktik a krátce nato začala financovat výzkum o metodách pro detekci genového dopingu.

## Detekce
Světová antidopingová agentura (WADA) je hlavní regulační organizací v odhalování genového dopingu. Zkoumá přímé  a nepřímé zkušební metody. Přímé detekování použití genové terapie obvykle vyžaduje objev rekombinantního proteinu nebo vložení genového vektoru. Nepřímé metody zahrnují zkoumání sportovce ve snaze odhalit tělesné změny, nebo strukturální rozdíly mezi endogenními a rekombinantními proteiny.
Nepřímé metody jsou ze své povahy subjektivní, někdy je velmi obtížné určit, které anomálie jsou důkazem genového dopingu, a které jsou prostě přirozené, ale neobvyklé, biologické vlastnosti. Například Eero Mäntyranta, olympijský běžec na lyžích, měl mutaci, která v jeho těle produkovala abnormálně vysoké množství červených krvinek. Bylo by velmi obtížné určit, zda je tato výhoda důsledkem přirozené, nebo umělé mutace.

## Výzkum
V roce 2016 přezkum zjistil, že asi 120 DNA polymorfů bylo identifikováno v literatuře v souvislosti s nějakým aspektem sportovního výkonu, 77 vztahujících se k vytrvalosti a 43 vztahujících se k síle. 11 bylo replikováno ve třech nebo více studií a šest bylo identifikováno v genome-wide association studies, ale 29 nebylo replikovány v žádné studii.

## Etika
Tradiční pohled je, že genetický doping je nebezpečný a neetický a ohrožuje etické základy medicíny a sportovního ducha. Jiní, kteří podporují vylepšování člověka na širším základě, nebo kteří vidí falešnou dichotomii mezi "přírodním" a "umělým", nebo popírají roli technologií při zlepšování sportovní výkonnosti, nebrání genetickému dopingu, ale naopak ho podporují.